# Euphyllia divisa
Espèce
Statut CITES
Euphyllia divisa est une espèce de coraux appartenant à la famille des Euphylliidae.